# Nanosilicate
Unter Nanosilicaten versteht man Partikel aus Silicat, deren Größenordnung im Nanometerbereich liegt (Nanoteilchen). Chemisch sind sie Schichtsilikate oder Silicatcluster (zum Beispiel Magnesiumsilikate), die im englischen durch Bezug auf die Tonminerale auch Nanoclays genannt werden. In Abhängigkeit von der chemischen Zusammensetzung und Morphologie der Nanopartikel werden sie in mehrere Klassen eingeteilt, die sich von den zugehörigen Mineralen wie Montmorillonit, Bentonit, Kaolinit, Hectorit, Halloysit ableiten. In der oberen Erdatmosphäre entstehen sie durch Eintrag von Silizium aus Gesteinsmeteoriten. Künstlich können sie aus den Mineralen gewonnen werden, da deren aus Schichten bestehende Struktur, die nur durch schwache Van-der-Waals-Kräfte zusammengehalten wird, durch physikalische oder chemische Methoden aufgetrennt werden kann.

## Eigenschaften und Verwendung
Durch Nanosilicate ergeben sich bei polymerbasierten Nanokompositen Verbesserungen für die Gasdichte und die Stabilität für den Brandschutz sowie für die Anwendbarkeit von Verguss- und Imprägnierharzen in der Autoelektrik. Nanosilicate eignen sich wegen ihrer großen Oberfläche und Adsorptionsfähigkeit als Träger für Katalysatormaterialien oder medizinische Wirkstoffe. In der Verpackungsindustrie dienen sie der Verbesserung der Kratzfestigkeit von Oberflächen. Bei einigen Polymeren wie Nitrilkautschuk ergibt sich beim Einsatz von Nanosilicaten eine Steigerung der Festigkeit. Sie kommen als Bestandteil von Beschichtungen für Textilien zum Einsatz.
In Russland wurde eine Technologie entwickelt, bei der die ursprünglich in der Natur als Gestein vorkommenden Silikate im Maschinenbau als Beschichtung für metallische Oberflächen (wie Rohre und Kabel) verwendet werden können. Diese Nano-Beschichtungen führen bei metallischen Reibpartnern zur Verbesserung der tribologischen Eigenschaften. Die Beschichtungen sind dabei so dünn, dass sich die Bauteilgeometrie beim Auftragen der Beschichtung nicht ändert.